# Kuchary (Mazovie)
Pour les articles homonymes, voir Kuchary.
Kuchary (prononciation : [kuˈxarɨ]) est un village polonais de la gmina de Drobin dans le powiat de Płock de la voïvodie de Mazovie dans le centre-est de la Pologne.
Il se situe à environ 3 kilomètres au nord de Drobin (siège de la gmina), 31 kilomètres au nord-est de Płock (siège du powiat) et à 93 kilomètres au nord-ouest de Varsovie (capitale de la Pologne).
Le village compte approximativement une population de 210 habitants.

## Histoire
De 1975 à 1998, le village appartenait administrativement à la voïvodie de Płock.